# Heleen van der Weel
Helena Barendina (Heleen) van der Weel (Den Haag, 28 januari 1947) is een Nederlands organist en beiaardier.
Ze is dochter van Helena Barendina van der Harst en kantoorbediende Cornelis van der Weel.
Ze wilde eigenlijk alleen organist worden. Ze kreeg na haar middelbare school haar muziekopleiding aan het Haags Conservatorium. Docenten waren Adriaan Engels en Johann Th. Lemckert. Ze mocht toen al mee met de Haagse stadsbeiaardier Henk Herzog en via hem ging ze studeren aan de Nederlandse Beiaardschool in Amersfoort bij Peter Bakker en Leen 't Hart. Ze studeerde er in 1973 af.
Na haar studie werd ze organist bij Haagse kerken waaronder vanaf 1973 de Paaskerk. Vanaf 1975 is ze als opvolger van Herzog stadsbeiaardier van Den Haag vanaf de Grote Kerk. Ze was toen aldaar de eerste vrouwelijke beiaardier en was tot in de jaren negentig een van de weinige vrouwelijke beiaardiers in Nederland. Vanwege de stadsverbinding met Ottawa bespeelde ze daar in de jaren tachtig ook wel het carillon van het parlementsgebouw (Peace Tower). Ook orgels en beiaards in de omgeving (Scheveningen en Wateringen) stonden bij haar in de belangstelling. In 1977 won ze nog een prijs improvisatie bij het Holland Festival, Tiel, al eerder won ze concoursen in Leiden en Dordrecht. Na haar pensioen zocht ze zelf emplooi en vond dat in het carillon van het Vredespaleis. In 2022 bespeelt ze dat al jaren; in 2022 nog twee maal per week samen met Loek Boogert.
Van haar hand verschenen: 
- 1979: Alle klokken luiden
- 1982: Oude kerk op Scheveningen
- François en Peter Hemony
- Een beeld van een toren
- Spelen en zingen
- In die kunst en wetschap gebruycky. Gerrit Claesz. Clinck (1646-1693), meester kunstschilder van Delft en koopmaan in dienst van de VOC.

- Bibliothèque nationale de France: cb14610471k (data)
- Gemeinsame Normdatei: 136993443
- International Standard Name Identifier: 0000 0000 7993 3807
- Library of Congress Control Number: n80036316
- Nederlandse Thesaurus van Auteursnamen: 069044392
- Système universitaire de documentation: 144754452
- Virtual International Authority File: 44552913